# Bogdand, Satu Mare
Bogdand (în maghiară Bogdánd) este satul de reședință al comunei cu același nume din județul Satu Mare, Transilvania, România.

## Date geografice
Localitatea Bogdand se află situată în sudul județului Satu Mare, așezare limitrofă județului Sălaj.  Geografic se situează în zona de piemont a unității denumite Culmea Codrului, care la rândul ei se înscrie în cadrul Platformei Sălăjene nordice. Este udată de pârâul Maja, care o străbate pe direcția sud-est/nord-vest. 

## Obiective turistice

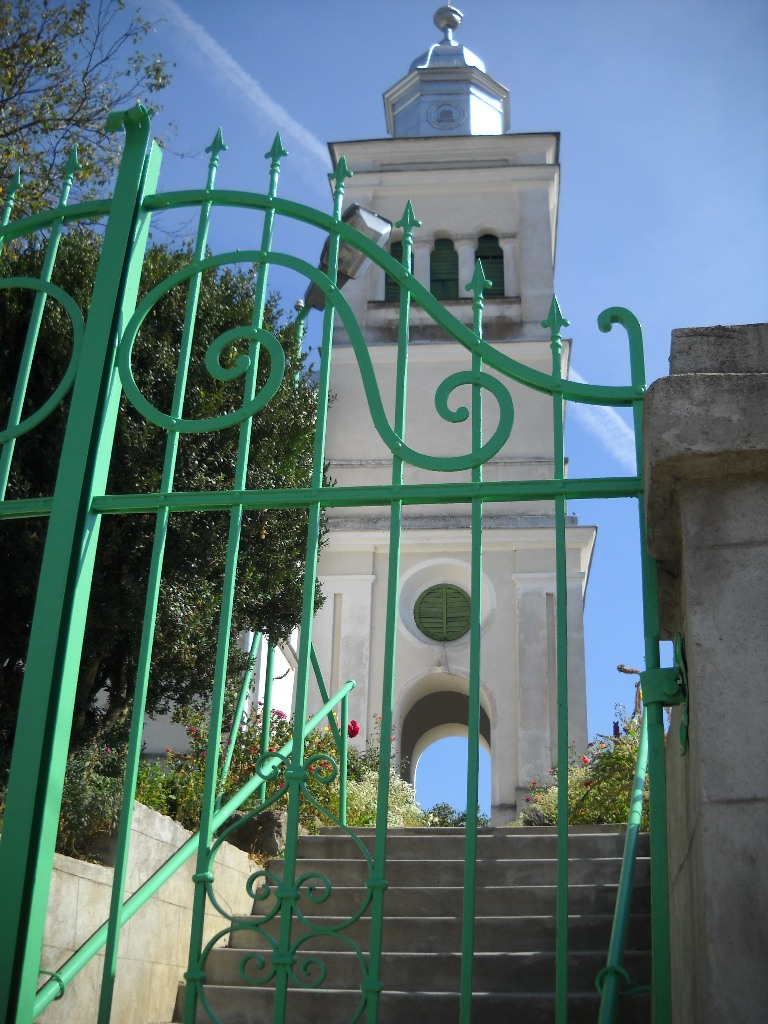
Bogdand - Biserica reformata calvina

- Biserica Reformată-Calvină. Prima informație despre biserica din Bogdand provine din anul 1470, când documentele pomenesc de o ctitorie din piatră. Partea răsăriteană a bisericii este adăugată la începutul secolului al XVIII-lea, iar turnul din piatră este înălțat în 1863.

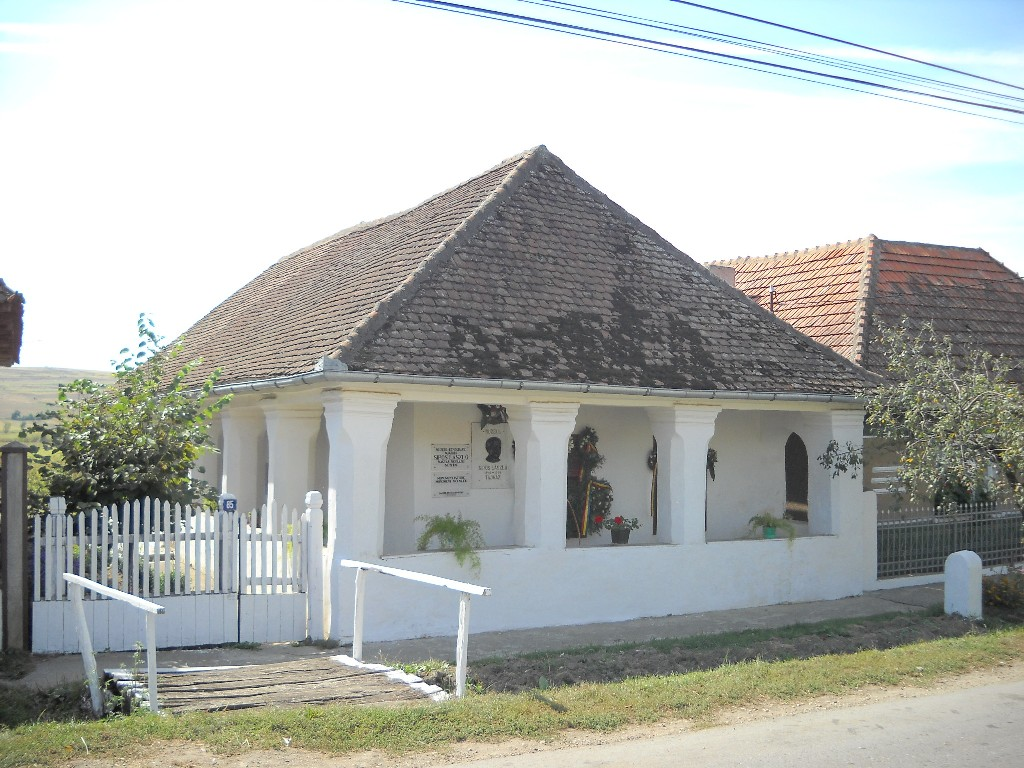
Bogdand - Muzeul maghiar

- Muzeul Maghiar. Muzeul a fost construit în jurul anilor 1880–1885, de meșteri populari din Cristur, județul Sălaj, respectându-se dispunerea în lungul terenului intravilan. Are fundația din piatră de râu și este construită din cărămizi alternate cu văioage. Casa este compusă din două camere situate de o parte și de alta a tindei, o cameră fiind dispusă spre stradă iar a doua înspre curte. Este înconjurată în forma de U de un pridvor susținut de 14 stâlpi de forma octogonală. Tavanul este compus din 12 grinzi de susținere, iar acoperișul este învelit cu țiglă arsă, în formă de solzi. În partea din spate are o pivniță cu boltă. Cu ocazia amenajării casei sub formă de muzeu s-a încercat o reconstituire a tipului de casă specifică populației maghiare ce locuiește în această zonă, respectându-se rolul și utilitatea spațiului locuibil. Și-au păstrat destinațiile inițiale camera dinspre stradă sau camera „curată”, precum și cea dinspre curte, care a găzduit activitățile cotidiene ale familiei. Spațiul destinat inițial tindei este utilizat pentru expunerea unor mărturii documentare oglindind aspecte ale istoriei Bogdandului și ale localităților învecinate. Inventarul casei conține în jur de 300 de obiecte, dintre care amintim: piese de mobilier, ceramică utilitară și decorativă, textile, costume populare, obiecte de uz casnic și unelte utilizate în industria casnică textilă. Ea adăpostește astăzi Muzeul Maghiar, fiind achiziționată în anul 1982 și aflându-se în proprietatea Muzeului Județean Satu Mare.